# Вако (племя)

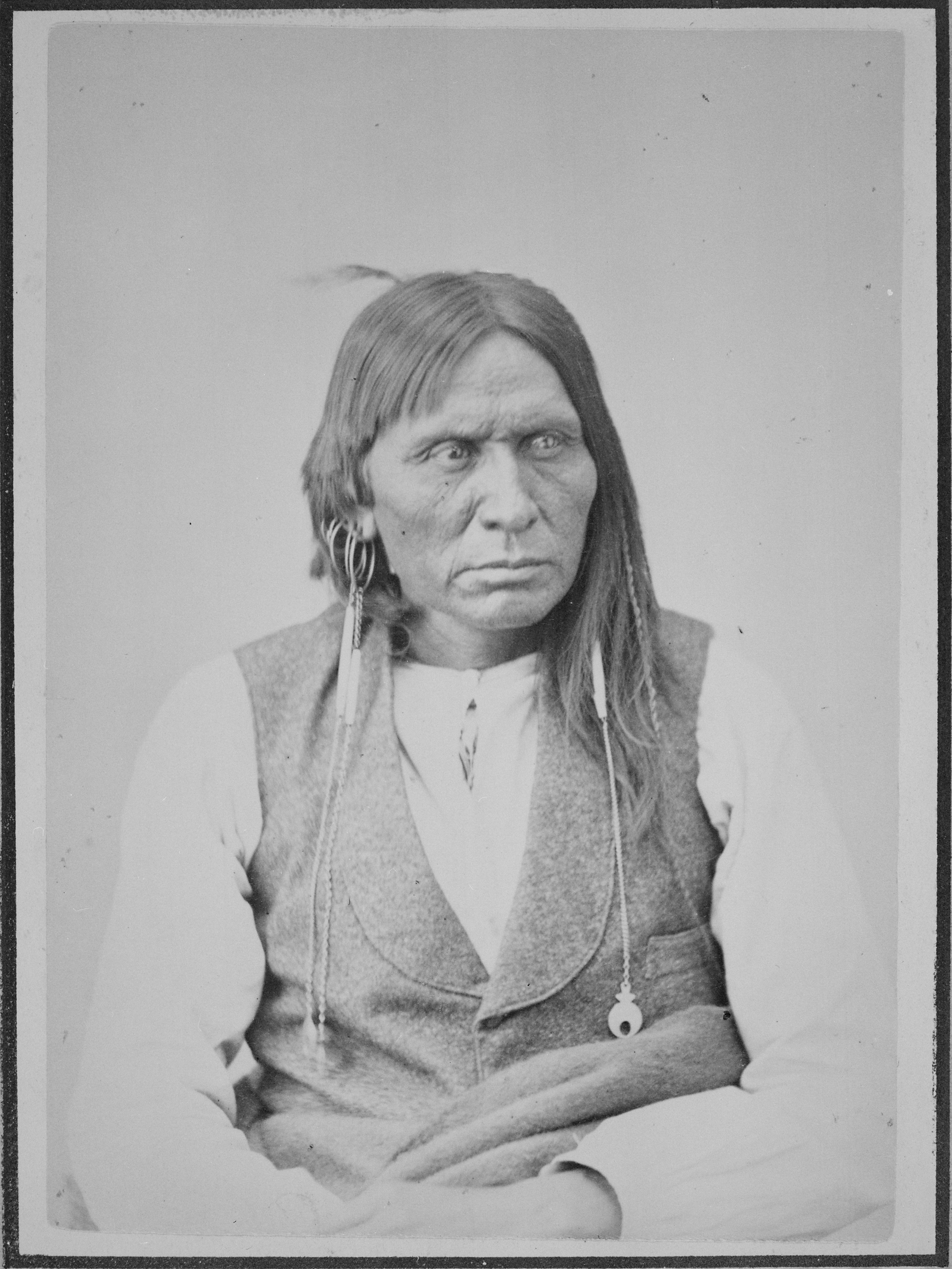
Длинный Солдат, мужчина из племени вако, 1872 г.

Вако — индейское племя в США. По этнокультурной классификации относится к индейцам южных равнин. Проживали на северо-востоке современного штата Техас. В настоящее время входит в народ уичита, федерально признанное племя.

## Название
Название племени впервые появилось только после 1820-х годов в англо-американских сообщениях, но ни разу не упоминалось в ранних испанских источниках. Вполне вероятно, что вако стало новым названием племени искани, о котором впервые написал испанец Доминго де Мендоса в 1684 году, описывая племена Техаса. Искани упоминались до 1794 года, всегда вместе с другими племенами союза уичита, но после этого название искани исчезло, а спустя четверть столетия появилось племя вако, неизвестное раннее, которое проживало, как и искани, поблизости от тавакони.

## История
Вако наиболее близко родственны тавакони, частью которых они, вероятно, являлись в прежние времена. Иногда их даже принимали за единый народ. Основными их врагами были команчи, осейджи и липан-апачи, но к концу XVIII века вако и команчи заключили мир. Их основное поселение до 1820 года размещалось на территории современного города Уэйко и было окружено двумя деревнями Тавакони — Эль-Кискат и Флечасос.
В середине 1820-х годов военные отряды вако и тавакони настолько активно нападали на техасскую колонию Стивена Остина, что осенью 1825 года англо-техасцы даже намеревались организовать карательную экспедицию против них. Согласно Остину, приблизительно в 1824 году основная деревня вако состояла из 33 соломенных домов, занимавших более 16 гектаров. В ней проживало 100 воинов. В километре от неё на реке Гуадалупе находилась вторая деревня из 15 домов. Вако возделывали около 81 гектара обнесённых оградой кукурузных полей. Подобно тавехашской деревне, поселения вако были укреплены насыпью, остатки которой сохранились до конца XIX века.
В 1828 году, по сообщениям француза Жан-Луи Берландье, вако жили в одной деревне приблизительно из 60 крытых соломой домов 12 метров в диаметре и 6–7,5 метра в высоту и могли выставить около 300 воинов. Они возделывали огромные поля в 100 гектаров. На зиму вако уходили на Великие равнины охотиться на бизонов. В 1837 году техасские рейнджеры планировали построить форт в деревне вако, но в итоге отказались от этой идеи. В 1844 году в 13 км к югу от деревни был открыт торговый пост. Во второй половине XIX века вако, как и другие уичита, не воевали с белыми людьми, но они продолжали периодически совершать набеги на техасцев. 22 февраля 1856 года капитан Джеймс Оукс из форта Мейсон с отрядом кавалеристов в течение девяти дней преследовал несколько конокрадов вако. В последовавшей стычке американцы отбили лошадей и застрелили одного индейца. Вако смогли ранить двух солдат и шесть их лошадей.
В 1835, 1846 и 1872 годах племя подписало договоры с правительством США. Вместе с тавехашами, тавакони, кэддо, кичай, надако, и хайнай они поселились в резервации в 1872 году, которая располагалась между реками Канейдиан-Ривер и Уошито. С 1997 года правительство США официально признаёт народ «Уичита и союзные племена» (англ. Wichita and Affiliated Tribes) — союз вако, тавехашей, кичай и тавакони, называвшийся прежде просто уичита.

## Культура
До поселения в резервации, как и другие племена уичита, вако занимались ручным земледелием и конной охотой на бизонов. Выращивали  кукурузу, бобы, дыни, персиковые деревья и тыквы.
Жилище представляло собой коническое сооружение из тростника и соломы, на каркасе из длинных шестов, диаметром 12—15 метров и земляными возвышениями для лежанок вдоль стен. Пол в домах покрывали циновками, а в центре располагался очаг, дым от которого выходил в большое отверстие сверху. Во время перекочёвок жили в типи.